# Lipowo (rejon dobriański)
Lipowo (ros. Липово) – wieś (dieriewnia) w Rosji, w Kraju Permskim, w rejonie dobriańskim. W 2010 liczyła 264 mieszkańców.